# São Sebastião da Grama (kommun)
São Sebastião da Grama är en kommun i Brasilien.   Den ligger i delstaten São Paulo, i den sydöstra delen av landet, 700 km söder om huvudstaden Brasília. Antalet invånare är 12 100.
Följande samhällen finns i São Sebastião da Grama:
- São Sebastião da Grama

Omgivningarna runt São Sebastião da Grama är en mosaik av jordbruksmark och naturlig växtlighet. Runt São Sebastião da Grama är det ganska glesbefolkat, med 48 invånare per kvadratkilometer.